# Carlos Alberto dos Santos Cruz
Le général de division Carlos Alberto dos Santos Cruz (né le 1er juin 1952) est un officier militaire brésilien qui occupait auparavant le poste de commandant de la force de maintien de la paix des Nations Unies en République démocratique du Congo (connue sous son acronyme MONUSCO). Il a été nommé à ce poste par le secrétaire général des Nations Unies Ban Ki-moon le 17 mai 2013et remplacé par Derrick Mgwebi le 29 décembre 2015. Il a été ministre-secrétaire du gouvernement du Brésil, nommé par le président Jair Bolsonaro, du 1er janvier 2019 au 13 juin 2019.

## Biographie

### Carrière
Santos Cruz est commandant de la Force de la Mission des Nations Unies pour la stabilisation en Haïti (MINUSTAH) entre janvier 2007 et avril 2009. En avril 2013, il reçoit le commandement de la Mission de l'Organisation des Nations Unies pour la stabilisation en République démocratique du Congo (MONUSCO). Santos Cruz a commandé la MONUSCO pendant la rébellion du M23 et a été félicité pour avoir apporté un « soutien fort » aux forces de l'ONU engagées aux côtés des forces gouvernementales congolaises.
En août 2022, Santos Cruz est nommé par le secrétaire général des Nations Unies, António Guterres, pour diriger la mission d'enquête des Nations Unies concernant le massacre de la prison d'Olenivka, avec Ingibjörg Sólrún Gísladóttir et Issoufou Yacouba.